# Arnold Felicki
Arnold Felicki pierwotne nazwisko Feld (ur. 3 lutego 1884 we Lwowie, zm. 8 września 1944 w Nowosiółkach) – podpułkownik lekarz Wojska Polskiego, dr chorób wewnętrznych.

## Życiorys
Urodził się 3 lutego 1884 roku we Lwowie w rodzinie Wilhelma i Reginy z Wydrychów. Świadectwo dojrzałości uzyskał w 1903 roku w „dominikańskim” II Wyższym Gimnazjum we Lwowie (K.k. zweiten Obergymnasiums).  W czerwcu 1909 roku ukończył studia na Wydziale Lekarskim Uniwersytetu Lwowskiego uzyskując tytuł doktora chorób wewnętrznych. W październiku tego samego roku wstąpił do armii austriackiej jako zawodowy lekarz wojskowy. W 1910 roku ukończył przeszkolenie w Wojskowo-Lekarskiej Szkole Aplikacyjnej w Wiedniu (Militararztlichen Applikationsschule). Od 1 sierpnia 1910 roku służył w szpitalu garnizonowym nr. 3 w Przemyślu. 1 listopada 1912 roku awansowany do stopnia lekarza pułku (Regimentsarzt), który odpowiadał stopniowi kapitana i skierowany do Sarajewa na stanowisko lekarza 1. batalionu 90 pułku piechoty (Infanterieregiment Edler von Horsetzky Nr.90).
Po wybuchu I wojny światowej został pomocnikiem szefa sanitarnego XV Korpusu w Sarajewie. Na początku 1918 roku pełnił służbę w c. i k. 90 pułku piechoty. Od 1 kwietnia 1918 roku służył w austriackim Szpitalu Polowym nr 1301, a od czerwca 1918 roku był lekarzem w szpitalu w Przemyślu.
Po zdobyciu Przemyśla przez oddziały polskie z dniem 15 listopada 1918 roku został przyjęty do Wojska Polskiego. Wziął udział w walkach o Lwów. W czasie wojny polsko-bolszewickiej w 1920 roku uzyskał opinię wybitnego organizatora w zakresie szpitalnictwa, czego przykładem była bardzo sprawnie przeprowadzona ewakuacja szpitala garnizonowego z Włodzimierza Wołyńskiego.
1 czerwca 1921 roku był ordynatorem w Szpitalu Etapowym Nr 71, a jego oddziałem macierzystym była Kompania Zapasowa Sanitarna Nr 6. 3 maja 1922 roku został zweryfikowany w stopniu majora ze starszeństwem z dniem 1 czerwca 1919 roku i 38. lokatą w korpusie oficerów sanitarnych, grupa lekarzy, a jego oddziałem macierzystym była nadal Kompania Zapasowa Sanitarna Nr 6. W latach 1923–1925 był komendantem Szpitala Rejonowego we Włodzimierzu Wołyńskim, pozostając oficerem nadetatowym 2 Batalionu Sanitarnego w Lublinie. 31 marca 1924 roku został mianowany podpułkownikiem ze starszeństwem z dniem 1 lipca 1923 roku i 17. lokatą w korpusie oficerów sanitarnych, grupa lekarzy. Od 1 maja do 1 października 1925 roku był odkomenderowany do Szpitala Sezonowego w Ciechocinku na stanowisko komendanta. 1 października 1925 roku został naczelnym lekarzem Centralnej Szkoły Strzelniczej w Toruniu. 5 maja 1927 roku został przeniesiony do 8 Szpitala Okręgowego w Toruniu na stanowisko komendanta. 6 lipca 1929 roku został zwolniony ze stanowiska. W 1928 roku ponownie był komendantem Wojskowego Szpitala Sezonowego w Ciechocinku. W 1928 roku odbył w Szkole Podchorążych Sanitarnych w Warszawie kurs doskonalenia dla oficerów sztabowych służby zdrowia. Z dniem 31 grudnia 1929 roku został przeniesiony w stan spoczynku.
W 1934 roku pozostawał w ewidencji Powiatowej Komendy Uzupełnień Toruń. Posiadał przydział do Kadry Zapasowej 8 Szpitala Okręgowego.
Był członkiem Rady Izby Lekarskiej Poznańsko-Pomorskiej oraz rzeczoznawcą Wyższego Urzędu Ubezpieczeń w Toruniu i biegłym dla Urzędu Skarbowego w Toruniu.
W sierpniu 1939 roku został zmobilizowany. Wziął udział w bitwie nad Bzurą, w czasie której dostał się do niewoli. Do końca 1939 roku przebywał w obozie jenieckim w Łodzi. Od 1940 roku był organizatorem i dyrektorem szpitala rejonowego w Nowosiółkach. W czerwcu 1944 roku został podstępnie zwabiony do lasu i zamordowany przez ukraińskich nacjonalistów UPA, wyrokiem Sądu Grodzkiego w Toruniu z 15 maja 1948 roku został uznany za zmarłego dnia 8 września 1944 roku w Nowosiółkach.
Od 1914 roku żonaty z Ireną Oberhard, z którą miał dwóch synów: Karola i Jana, obu wojskowych.

## Ordery i odznaczenia
- Złoty Krzyż Zasługi (24 maja 1929)[26]

W czasie służby w cesarskiej i królewskiej Armii otrzymał:
- Krzyż Kawalerski Orderu Franciszka Józefa
- Brązowy Medal Zasługi Wojskowej Signum Laudis na wstędze Krzyża Zasługi Wojskowej
- Złoty Krzyż Zasługi z Koroną na wstędze Medalu Odwagi
- Krzyż Pamiątkowy Mobilizacji 1912–1913